# 野中深愛
野中 深愛（のなか みお、11月30日 - ）は、日本の女性声優。WITH LINE所属。愛知県出身。

## 人物
趣味は、歌、コスメグッズ収集、筋トレ。
代々木アニメーション学院名古屋校声優タレント科卒業。

## 出演

### テレビアニメ
2021年
- さよなら私のクラマー（加藤愛奈）

2022年
- 骸骨騎士様、只今異世界へお出掛け中（エルフ）
- D4DJ Double Mix（女子生徒）

### 劇場アニメ
- HoneyWorks 10th Anniversary "LIP×LIP FILM×LIVE"（2020年）
- 劇場版アルゴナビス 流星のオブリガート（2022年）

### Webアニメ
- アサルトリリィ ふるーつ（2021年、芹沢千香瑠[2]）

### ゲーム
2020年
- 神装の戦乙女（2020年 - 2021年、ヴェルトハイム、エメラルダ）

2021年
- アサルトリリィ Last Bullet（芹沢千香瑠）
- きららファンタジア（ロベリア）

2022年
- アルケミストガーデン（エルミニク、エレオノーラ、ティルト、マリエッタ）
- 幻獣契約クリプトラクト（オモイカネ）

2023年
- アズールレーン（朝凪）

### 舞台
- アサルトリリィ The Fateful Gift（芹沢千香瑠）
- 舞台「アサルトリリィ」-眞說・御台場迎撃戦-（芹沢千香瑠）[5]

### Web配信番組
- 野中深愛のみお様に尽くしなさい！（2020年 - 2021年、ニコニコ生放送）

## ディスコグラフィ

### キャラクターソング
| 発売日        | 商品名                                                                                 | 歌                                                                         | 楽曲                                 | 備考                                                      |
| ------------- | -------------------------------------------------------------------------------------- | -------------------------------------------------------------------------- | ------------------------------------ | --------------------------------------------------------- |
| 2021年5月26日 | 舞台「アサルトリリィ League of Gardens / アサルトリリィ The Fateful Gift」 BD特典CD    | 一柳隊、ルド女選抜、御台場選抜、相模女子選抜、ヘルヴォル、御前（佃井皆美） | 「君の手を離さない」                 | 舞台『アサルトリリィ The Fateful Gift』オープニングテーマ |
| 2021年9月8日  | ゲーム アサルトリリィ Last Bullet Edel Lilie（Last Bullet MIX） 通常盤B ヘルヴォルver. | ヘルヴォル                                                                 | 「Fringed iris」                     | ゲーム『アサルトリリィ Last Bullet』関連曲                |
| 2022年2月9日  | Neunt Praeludium（Last Bullet MIX） ヘルヴォルver.                                     | ヘルヴォル                                                                 | 「蕾の中の奇跡」 「Resonant Hearts」 | ゲーム『アサルトリリィ Last Bullet』関連曲                |
| 2022年2月9日  | Neunt Praeludium（Last Bullet MIX）Blu-ray付生産限定盤                                 | アサルトリリィ Last Bullet                                                 | 「蕾の中の奇跡」                     | ゲーム『アサルトリリィ Last Bullet』関連曲                |
| 2022年8月3日  | Diverse                                                                                | 芹沢千香瑠（野中深愛）                                                     | 「hope」                             | ゲーム『アサルトリリィ Last Bullet』関連曲                |
| 2024年2月7日  | 運命のトリニティ                                                                       | ヘルヴォル&クエレブレ                                                      | 「REFLECTIONS」                      | ゲーム『アサルトリリィ Last Bullet』関連曲                |
| 2024年2月7日  | 運命のトリニティ                                                                       | ヘルヴォル                                                                 | 「REFLECTIONS（ヘルヴォルver.）」    | ゲーム『アサルトリリィ Last Bullet』関連曲                |

### ユニットメンバー
1. ↑  一柳梨璃（赤尾ひかる）、白井夢結（夏吉ゆうこ）、楓・J・ヌーベル（井澤美香子）、二川二水（西本りみ）、安藤鶴紗（紡木吏佐）、吉村・Thi・梅（岩田陽葵）、郭神琳（星守紗凪）、王雨嘉（遠野ひかる）、ミリアム・ヒルデガルド・v・グロピウス（高橋花林）
2. ↑  戸田・エウラリア・琴陽（田上真里奈）、福山・ジャンヌ・幸恵（中村裕香里）、岸本・ルチア・来夢（宮瀬玲奈）、黒木・フランシスカ・百合亜（梅原サエリ）、長谷川・ガブリエラ・つぐみ（長橋有沙）
3. ↑  川村楪（あわつまい）、船田初（西葉瑞希）、船田純（石井陽菜）
4. ↑  石川葵（広沢麻衣）
5. 1 2 3 4 5  相澤一葉（藤井彩加）、佐々木藍（夏目愛海）、飯島恋花（石飛恵里花）、初鹿野瑤（三村遙佳）、芹沢千香瑠（野中深愛）
6. ↑  一柳梨璃（赤尾ひかる）、白井夢結（夏吉ゆうこ）、楓・J・ヌーベル（井澤美香子）、二川二水（西本りみ）、安藤鶴紗（紡木吏佐）、吉村・Thi・梅（岩田陽葵）、郭神琳（星守紗凪）、王雨嘉（遠野ひかる）、ミリアム・ヒルデガルド・v・グロピウス（高橋花林）、相澤一葉（藤井彩加）、佐々木藍（夏目愛海）、飯島恋花（石飛恵里花）、初鹿野瑤（三村遙佳）、芹沢千香瑠（野中深愛）、今叶星（前田佳織里）、宮川高嶺（礒部花凜）、土岐紅巴（東城咲耶子）、丹羽灯莉（進藤あまね）、定盛姫歌（富田美憂）
7. ↑  松村優珂（集貝はな）、牧野美岳（河瀬茉希）、賀川蒔菜（木野日菜）、森本結爾（指出毬亜）